# 松茂町
松茂町（まつしげちょう）は、徳島県の北東部にある町。板野郡に属し、徳島市と鳴門市の間に位置する。徳島空港を擁する徳島の玄関口。

## 概要
徳島市と鳴門市の中間に位置しており東側は紀伊水道に面しており、両市のベッドタウンとなっている。吉野川から形成される三角州が町の大部分を占めている。また、干拓によって新田開発されている農業地帯であるが、徳島飛行場と徳島とくとくターミナルが完成すると陸上と航空の交通の要所になった。
紀伊水道に面しており、今後発生が予見されている南海トラフ巨大地震の際には、町内に最大6mの津波が到達することが予想されている。

## 地理
吉野川河口の三角州として形成された低地である。
- 河川：旧吉野川、今切川、大谷川、鍋川、喜来中須入江川

### 人口
| |                                        |  |
| 松茂町と全国の年齢別人口分布（2005年） | 松茂町の年齢・男女別人口分布（2005年） |  |
| ■紫色 ― 松茂町 ■緑色 ― 日本全国 | ■青色 ― 男性 ■赤色 ― 女性              |  |
| 松茂町（に相当する地域）の人口の推移 \| 1970年（昭和45年） \| 8,349人 \| \| \| 1975年（昭和50年） \| 9,157人 \| \| \| 1980年（昭和55年） \| 10,196人 \| \| \| 1985年（昭和60年） \| 10,957人 \| \| \| 1990年（平成2年） \| 12,096人 \| \| \| 1995年（平成7年） \| 13,562人 \| \| \| 2000年（平成12年） \| 14,267人 \| \| \| 2005年（平成17年） \| 14,926人 \| \| \| 2010年（平成22年） \| 15,070人 \| \| \| 2015年（平成27年） \| 15,204人 \| \| \| 2020年（令和2年） \| 14,583人 \| \| |                                        |  |
| 総務省統計局 国勢調査より |                                        |  |
| 1970年（昭和45年） | 8,349人                                |  |
| 1975年（昭和50年） | 9,157人                                |  |
| 1980年（昭和55年） | 10,196人                               |  |
| 1985年（昭和60年） | 10,957人                               |  |
| 1990年（平成2年） | 12,096人                               |  |
| 1995年（平成7年） | 13,562人                               |  |
| 2000年（平成12年） | 14,267人                               |  |
| 2005年（平成17年） | 14,926人                               |  |
| 2010年（平成22年） | 15,070人                               |  |
| 2015年（平成27年） | 15,204人                               |  |
| 2020年（令和2年） | 14,583人                               |  |

### 面積
- 14.24平方キロメートル

### 隣接している自治体
- 徳島市
- 鳴門市
- 板野郡：北島町

## 歴史
吉野川河口の中州から形成された町で、江戸時代以降の新田開発により開拓された地が多い。新田開発の際築いた堤防に松を多く植えたことが町名の由来。

### 沿革
- 1889年（明治22年）10月1日 - 町村制が施行され、中喜来浦・長岸村・広島浦・笹木野村・豊中新田・豊岡新田・長原浦・住吉新田・満穂新田・豊久新田の区域をもって松茂村が発足。
- 1961年（昭和36年）8月1日 - 松茂村が町制施行して松茂町となる[3]。同日町章を制定[4]。

## 地域

### 大字名
| 郵便番号 | 大字名               |
| -------- | -------------------- |
| 771-0211 | 長岸                 |
| 771-0212 | 中喜来（なかぎらい） |
| 771-0213 | 豊久                 |
| 771-0214 | 満穂（みつほ）       |
| 771-0215 | 豊岡                 |
| 771-0216 | 長原                 |
| 771-0217 | 豊中                 |
| 771-0218 | 住吉                 |
| 771-0219 | 笹木野               |
| 771-0220 | 広島                 |

## 行政

### 町長
| 代位 | 町長氏名 | 任期                      | 任期                      |
| 代位 | 町長氏名 | 就任年月日                | 退任年月日                |
| ---- | -------- | ------------------------- | ------------------------- |
|      | 広瀬憲発 | 1997年（平成9年）8月21日  | 2017年（平成29年）8月20日 |
|      | 吉田直人 | 2017年（平成29年）8月21日 | 現職                      |

### 紋章

松茂町章

- 「松」を図案化し、1961年8月1日の町制施行に合わせて制定された。[4]

### 衆議院
- 任期 ： 2017年（平成29年）10月22日 - 2021年（令和3年）10月21日（「第48回衆議院議員総選挙」参照）

| 選挙区名                                                                                      | 議員名   | 政党名     | 当選回数 | 備考   |
| --------------------------------------------------------------------------------------------- | -------- | ---------- | -------- | ------ |
| 徳島県第2区（松茂町、鳴門市、吉野川市、阿波市、美馬市、三好市、板野郡、つるぎ町、東みよし町） | 山口俊一 | 自由民主党 | 10       | 選挙区 |

## 経済

### 産業
- 農業
  - サツマイモ
  - レンコン
  - ナシ
  - ダイコン
- 漁業
  - ノリ
  - チリメン
- 工業
  - 松茂工業団地
  - サンスター徳島工場
  - パナソニック(旧・三洋電機)徳島工場
  - 新明和工業徳島分工場
- その他
  - 海上自衛隊徳島教育航空群
  - 陸上自衛隊第14飛行隊
  - ハレルヤ (製菓業)

## 教育

### 中学校
- 松茂町立松茂中学校

### 小学校
- 松茂町立喜来小学校
- 松茂町立松茂小学校
- 松茂町立長原小学校

### 幼稚園
- 喜来幼稚園
- 松茂幼稚園
- 長原幼稚園
- さゆり幼稚園

## 交通

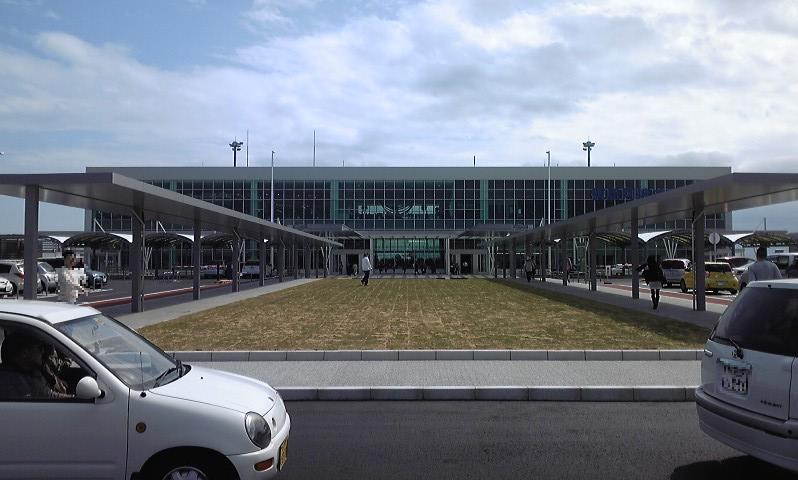
徳島空港ターミナルビル

### 空港
- 徳島空港
  - 日本航空(JAL)[5]
    - 東京/羽田
    - 札幌/新千歳(夏季運航)
    - 福岡

  - 全日本空輸(ANA)
    - 東京/羽田

### 鉄道
町内を鉄道路線は走っていない。鉄道を利用する場合の最寄り駅は、JR四国鳴門線教会前駅や金比羅前駅があるが、利便性からは徳島駅が多く利用される。

### 路線バス

#### 都市間バス
- 徳島と各地を結ぶ高速バス（神戸（舞子、三宮、新神戸駅、神戸空港）、大阪（なんば、OCAT、梅田、USJ、枚方、関西国際空港）、京都、高松、岡山、広島、名古屋、東京、福井、金沢、富山）及び淡路島方面への特急・急行バスが停車する「松茂」バス停は観光物産館や大型駐車場を備えた「徳島とくとくターミナル」となっており、徳島市内への交通量緩和、県北各地への交通アクセスのハブ拠点的役割を担っている。

#### 一般路線バス
- 徳島バス
- 淡路交通

#### 地域コミュニティバス

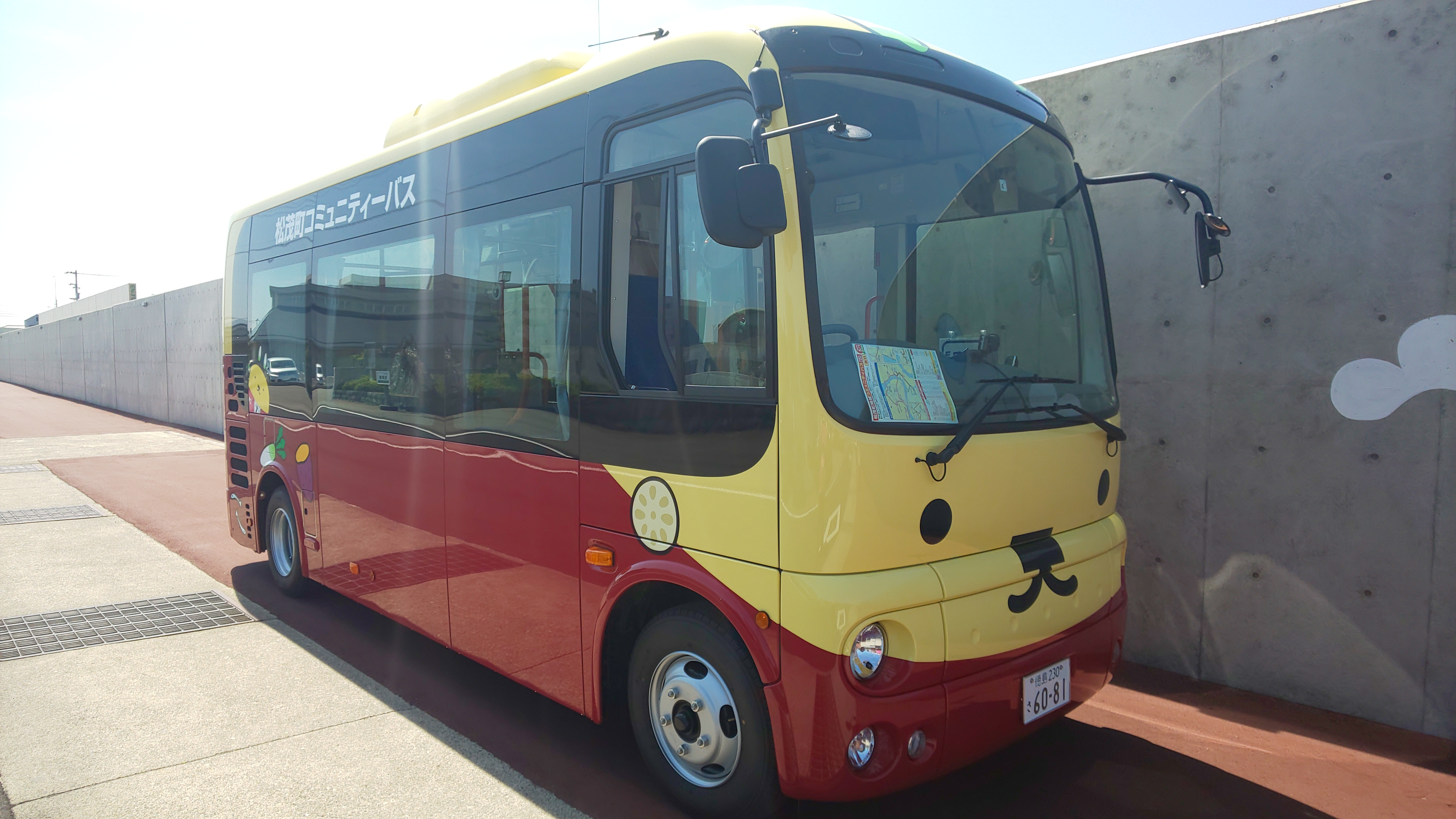
松茂町地域コミュニティバス・松茂係長デザイン　正面方向

- 松茂町内を巡回する無料のコミュニティバス。全4路線。2021年5月1日運航開始[6][7][8]。

### 道路

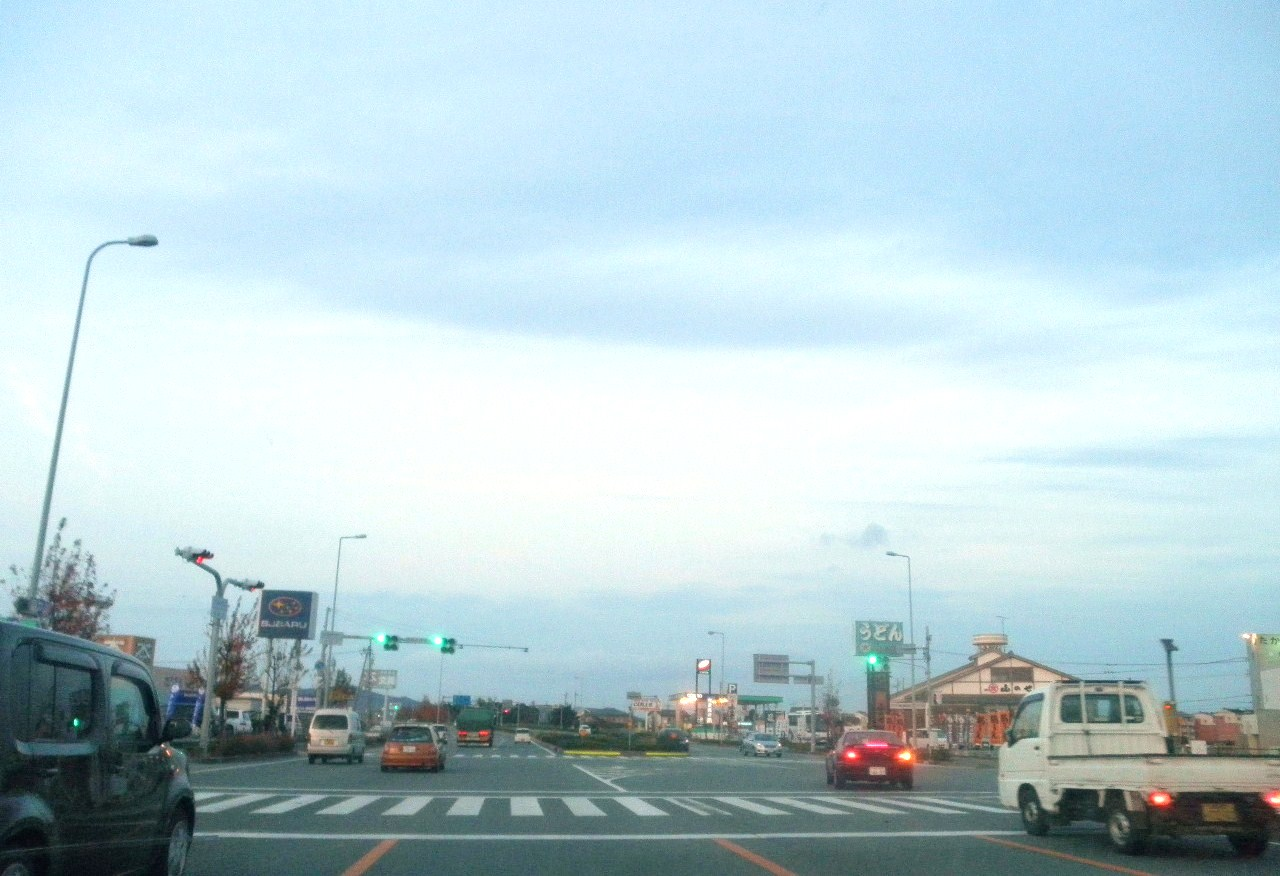
町内の南北を縦断する国道11号
中喜来字前原東三番越で撮影

- 高速道路

徳島自動車道鳴門JCT - 徳島IC間が町内を通り、松茂PA内にスマートICが設置されている。
- 一般国道

国道11号
国道28号
- 都道府県道

徳島県道14号松茂吉野線
徳島県道40号徳島空港線
徳島県道187号長原港線
徳島県道219号古川長原港線
徳島県道220号川内大代線
徳島県道226号津慈広島線

## 観光地

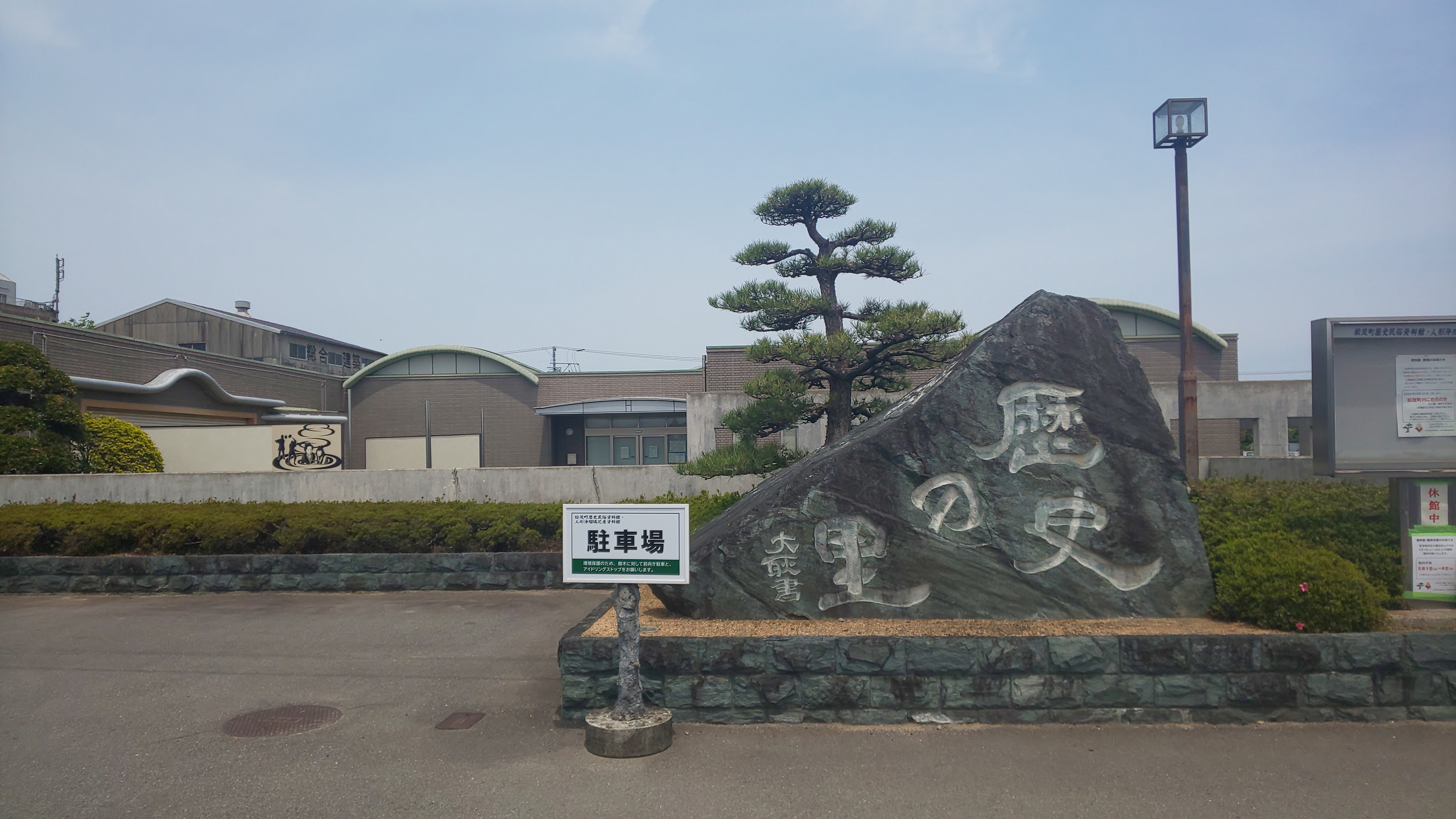
松茂町歴史民俗資料館・人形浄瑠璃芝居資料館

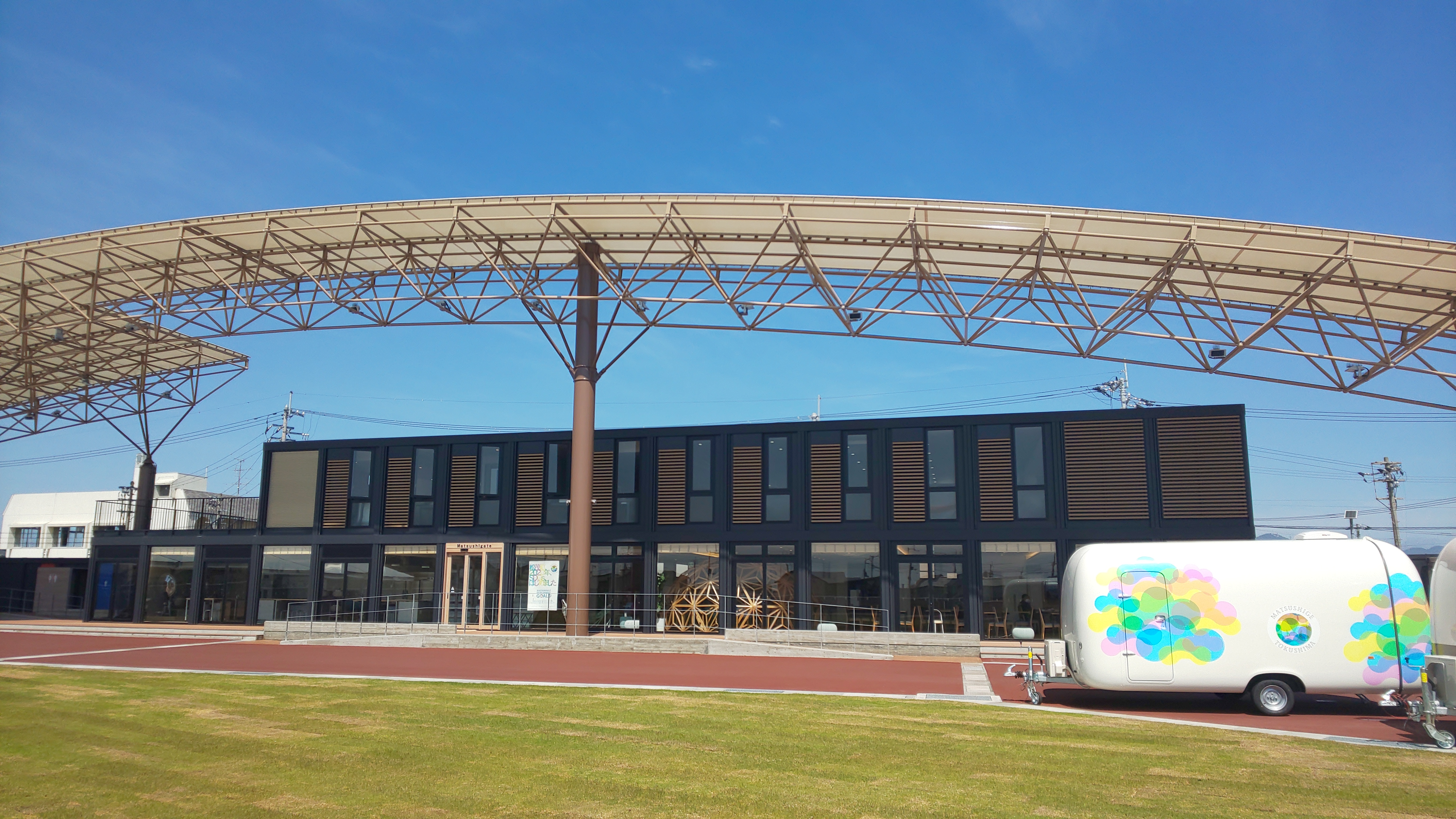
松茂運動公園にあるMatsushigate

### 公共施設
- 徳島とくとくターミナル
- 松茂町歴史民俗資料館・人形浄瑠璃芝居資料館
- 徳島県運転免許センター - 2014年に徳島市より移転。
- 松茂町総合体育館
- Matsushigate - 松茂運動公園にある交流拠点施設。2021年開業。

### 公園
- 徳島県立月見ヶ丘海浜公園
- 松茂中央公園
- 松茂運動公園
- 向喜来緑地
- ふれあいきゅうない公園

### 名所
- 月見ヶ丘海水浴場 - 徳島空港拡張工事に伴う埋め立て工事の為閉鎖していたが、2007年、人工海水浴場として復活。
- 樫野倶楽部（旧樫野家住宅・旧大磯家住宅） - 国の登録有形文化財。

### 社寺・史跡
- 中喜来春日神社
- 不動院 - 新四国曼荼羅霊場第3番札所。
- 呑海寺
- 観音寺

### 祭事
- スカイフェスタ松茂（9月下旬）

### 特産品
- 梨 - 「幸水」「豊水」の２つの品種を栽培。[9]。「阿波おど梨」というブランド名を冠している[10]。
- サツマイモ - 松茂産の「鳴門金時」は「松茂美人」というブランド名を冠している[9]。
- レンコン [9]
- ダイコン [9]
- ちりめん - 長原漁港で水揚げされている[9]。
- 海苔 - アマノリの養殖がされている[9]。

## 出身者
- 黒上泰治 - 農学者
- 三木与吉郎 (12代) - 実業家
- 三木與吉郎 - 実業家
- 楠恒男 - 実業家
- 詩風翠 - 宝塚男役
- 濱村芳宏 - 競艇選手
- 豊永陽子 - 陸上選手
- 増矢理花 - サッカー選手
- 濱田雄太 - サッカー選手
- 川端順 - 野球選手
- 笹本信二 - 野球選手
- 島田茂 - 野球選手
- 林蓉子 - バレーボール選手
- SAKURAI - お笑い芸人
- 松下宣夫（デニス） - お笑い芸人
- 幹葉 (スピラ・スピカ) - 歌手

## 姉妹都市・提携都市
- マウントバーノン (ワシントン州)
- 北海道釧路市 2023年2月21日友好都市協定を締結

## 町のマスコット
- 松ぼっくん[11] 2009年～
- 松茂係長[12] 2017年～